# Noord-Cornwall
Noord-Cornwall (Cornisch: Kernow Kledh, Engels: North Cornwall) was een Engels district in het graafschap Cornwall en telde 80.509 inwoners (2001). De oppervlakte bedraagt 1195,3 km².
Van de bevolking is 20,7% ouder dan 65 jaar. De werkloosheid bedraagt 3,0% van de beroepsbevolking (cijfers volkstelling 2001).

## Plaatsen in district Noord-Cornwall
- Bodmin
- Bude
- Camelford
- Launceston
- Padstow
- Wadebridge